# Omahyra Mota
Omahyra Mota (nacida el 30 de noviembre del 1984 en Santo Domingo) es una afamada modelo y actriz dominicana.

## Inicios
Omahyra proviene de una familia humilde de República Dominicana, Se mudó a Queens cuando era niña, un cazatalentos único que se encontraba en el país le ofreció darle una oportunidad, ya que consideraba que con su estatura y facciones andróginas tendría éxito en el mundo del modelaje internacional. Omahyra se ha convertido en una "musa" de diseñadores tales como Yves Saint Laurent y Jean Paul Gaultier. Inclusive es la imagen de la fragancia Fragile de este último. Ha trabajado para Victoria's Secret y es imagen de Rocawear. En 2001, fue nombrada una de las 50 personas más bellas por la revista People. En agosto de 2012 tuvo su primer hijo Juda Kokora Nicolás.

## Filmografía
| Año  | Título de la película       | Personaje                     | Notas |
| ---- | --------------------------- | ----------------------------- | ----- |
| 2003 | Jay Z - change clothes      |                               |       |
| 2004 | After the Sunset            |                               |       |
| 2005 | state property 2            |                               |       |
| 2006 | X-Men: The Last Stand       | Philippa Sontag/Arco Voltáico |       |
| 2009 | Les dernieus Jours Du Monde |                               |       |